# Wusterhusen
Wusterhusen település Németországban, Mecklenburg-Elő-Pomeránia tartományban. Lakosainak száma 1068 fő (2023. december 31.).

## Népesség
A település népességének változása:
| Lakosok száma | 1164 | 1145 | 1132 | 1146 | 1092 | 1094 | 1068 |
|               | 2013 | 2016 | 2017 | 2019 | 2021 | 2022 | 2023 |